# قرار مجلس الأمن التابع للأمم المتحدة رقم 205
قرار مجلس الأمن التابع للأمم المتحدة رقم 205، المعتمد في 22 مايو 1965، في مواجهة صراع محتمل الاتساع في جمهورية الدومينيكان، طلب المجلس تحويل الوقف المؤقت للأعمال العدائية في سانتو دومينغو الذي دعا إليه قرار مجلس الأمن رقم 203 إلى وقف دائم لإطلاق النار ودعا الأمين العام إلى تقديم تقرير إلى المجلس بشأن تنفيذ هذا القرار.
اعتمد القرار بأغلبية عشرة أصوات. امتنعت الولايات المتحدة عن التصويت.
في الأيام التي تلت القرار، تم وقف الأعمال العدائية بحكم الواقع في سانتو دومينغو.

## روابط خارجية
- نص القرار في undocs.org